# Tongrube Zehlendorf
Die Tongrube Zehlendorf in Oranienburg ist ein Tagebaurestloch, das durch Tongewinnung entstanden ist.

## Geschichte
In der im Ortsteil Zehlendorf gelegenen Grube wurde von 1939 bis 1945 Ton für die Klinkerherstellung des SS-Klinkerwerks Oranienburg gewonnen. Die Gewinnung im Tagebau erfolgte mit einem Eimerkettenbagger. Das Material wurde mit der Tonbahn Sachsenhausen zum Klinkerwerkwerk nach Oranienburg gefördert. Seit dem Einstellen der Wasserhaltung im Jahre 1945 füllte sich die Grube mit Grundwasser und Niederschlagswasser. Bereits 1953 war die Tongrube vollständig mit Wasser gefüllt.